# Дёмин, Леонид Александрович
Леонид Александрович Дёмин (17 мая 1897 — 4 декабря 1973) — почётный член Географического общества СССР, доктор географических наук, профессор, инженер-контр-адмирал.

## Биография
В 1917 году Л. А. Дёмин служил вахтенным начальником на крейсере «Аврора». В дальнейшем многие годы посвятил исследованиям географии морей Дальнего Востока. Лауреат Сталинской премии 1 степени (1951), награждён Золотой медалью имени Ф. П. Литке. 31 мая 1954 года присвоено звание инженер-контр-адмирал.

## Память
Его именем названы бухта в Чукотском море, группа островов в Охотском море, подводная гора в Тихом океане. В честь Дёмина названо пятое океанографическое исследовательское судно проекта 852. В городе Мичуринск названа в его честь улица на которой он жил — Набережная Дёмина.